# Taylor-Faktor
Der Taylor-Faktor {\displaystyle M} ist ein geometrischer Faktor, der in polykristallinen Materialien an die Stelle des Schmid-Faktors tritt. In kubisch flächenzentriertem Material beträgt sein Wert 3,1. Er wird verwendet, um den Einfluss verschiedener Verfestigungsmechanismen, die die kritische Schubspannung {\displaystyle \tau _{\text{krit}}} beeinflussen, auf die Fließspannung {\displaystyle \sigma _{f}} zu berechnen:
{\displaystyle \sigma _{f}=M\cdot \tau _{\text{krit}}.}
Auf diese Weise wird in einem isotropen polykristallinen Material über die im Allgemeinen regellose Kristallorientierung gemittelt.